# 始政四十周年記念臺灣博覽會
始政四十周年記念臺灣博覽會，簡稱臺灣博覽會，是1935年（昭和10年）日本統治臺灣40週年時，於該年10月10日至11月28日舉辦的博覽會，為臺灣歷史上第一次大型博覽會，同時也是臺灣日治時期最大型的活動。場地位於臺北市的市中心，並在全臺各地設置「地方館」作為分支場館。

## 籌備

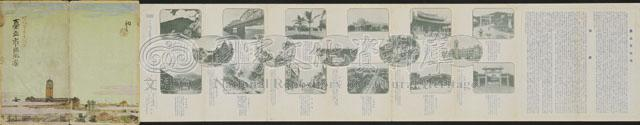

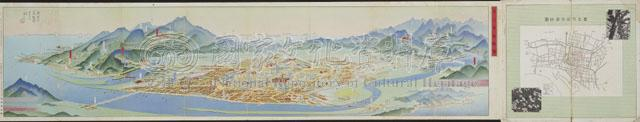
博覽會臺北市鳥瞰圖

日屬臺灣最高行政機關臺灣總督府於1934年6月編訂下一年度預算時，通過補助60萬圓舉辦博覽會。同年11月2日在臺灣總督府總務長官室舉行的官民會議中做出決議，決定該博覽會的命名與舉辦時間。12月11日，臺灣博覽會舉辦計畫正式在臺灣總督府會議中拍板定案。台湾总督府在每十年的施政纪念日 (日語為“始政记念日”) 都在台北举办展览会或博览会这类的纪念性活动，1935年是第四回。其目的在于展现40年来日本政府在台湾实施的各项建设成果，让各国知晓台湾各种进步情形经济建设等等。台湾总督府意欲办成一次规模最大的博览会，大力邀请周边各国和地区参展，最后斥资高达 111 余万元之巨。

## 運作機制
臺灣博覽會規模龐大，故為舉辦此博覽會，許多組織也因此成立。
臺灣博覽會的總裁為當時的臺灣總督中川健藏，實際負責執行的會長則由當時臺灣總督府的總務長官平塚廣義擔任。並設副會長、名譽顧問、顧問、評議員、委員等職位，共2701人，皆由臺灣總督府的一級單位局長、臺灣地方行政長官以及日本國內各地的長官兼任，皆為無給職。
臺灣博覽會下設有事務局，掌理展館硬體、公共設施以及臺灣博覽會宣傳、入場券銷售、觀賞者接待和會場內的衛生與鼓勵各地參展等業務。事務局的職員大多數是由臺灣總督府所屬的各相關單位依其專長借調，亦不支薪。
另有官民合組的「臺灣博覽會協贊會」，由臺灣電力株式會社社長松木幹一郎擔任會長，臺灣日日新報社社長河村徹及臺灣總督府評議會會員後宮信太郎二人擔任副會長，為臺灣博覽會的協辦單位，負責臺灣博覽會的餘興活動、宣傳以及會員募集事宜。此協贊會的經費由會員的贊助金而來，會員依造捐款多寡可依次分為有功會員、特別會員、贊助會員和正會員四類。捐款的會員可以獲得臺灣博覽會的紀念會章及入場證。

## 宣傳

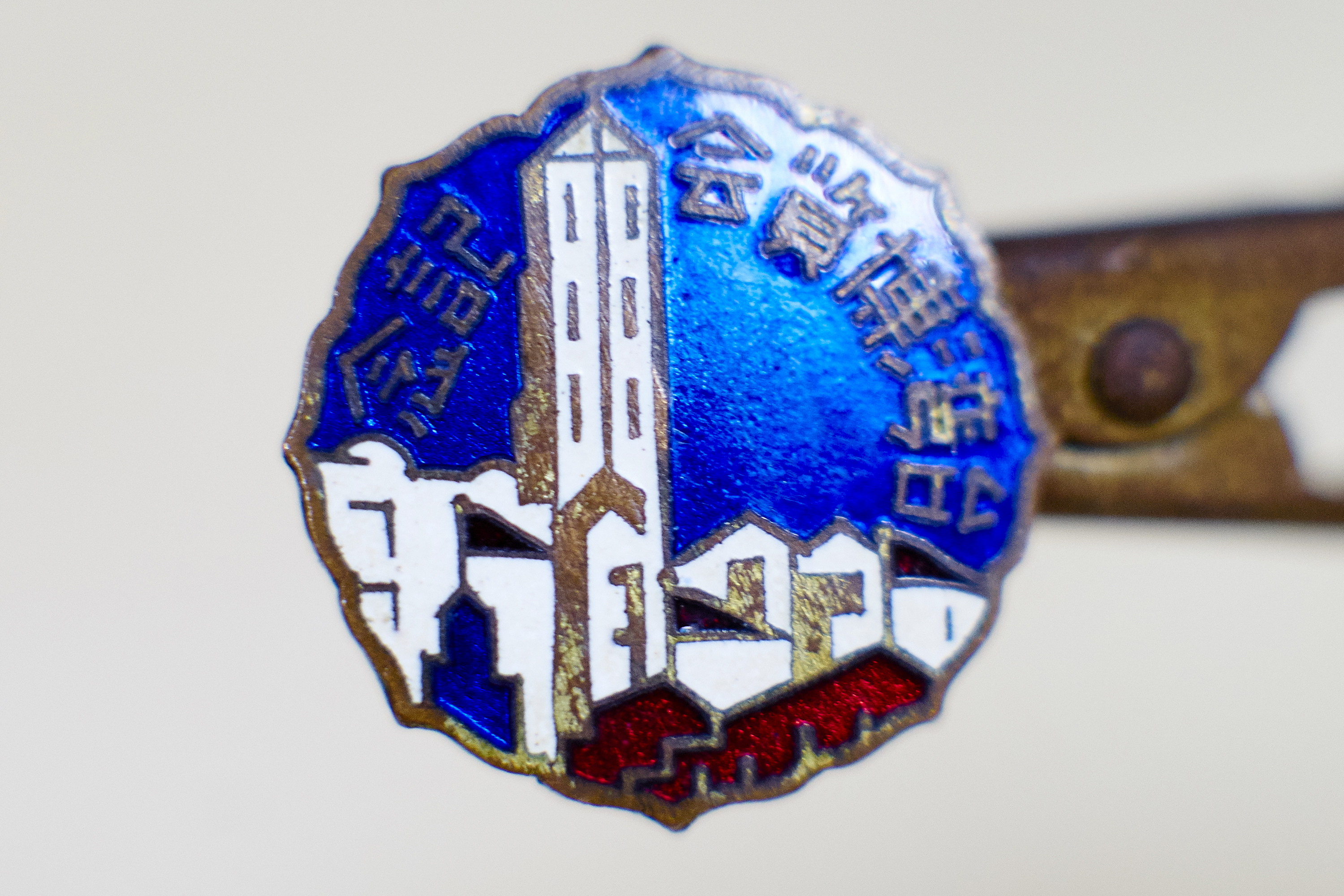
臺灣博覽會紀念胸章

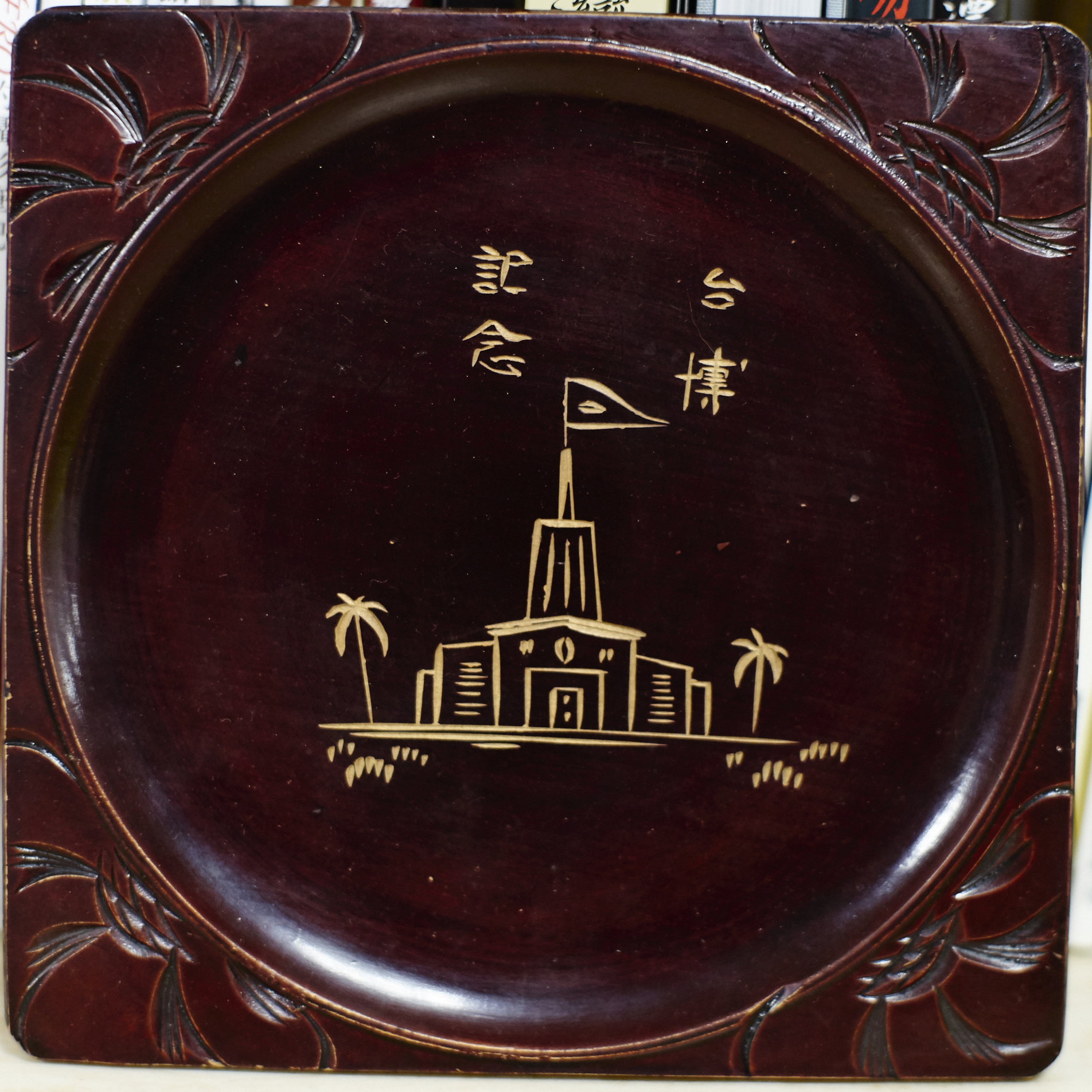
始臺灣博覽會紀念木盤

1935年日本邀请中华民国福建省参加始政四十周年記念臺灣博覽會，时任福建省主席陈仪在收到邀请之后，请示中华民国南京中央政府，中央政府同意陈仪以地方外交的名义带团出国参加始政四十周年記念臺灣博覽會。

## 交通
博覽會的交通因素對一個博覽會的成功影響非常的大。1929年，臺灣總督府原計畫配合「秋之博覽會」，在臺北市興建「市電車」（輕軌運輸），但最後該博覽會並未舉辦，輕軌電車的規劃也在預算問題以及輿論壓力下被迫取消。參見台北市電車敷設計畫。

### 巴士
1935年臺灣博覽會舉辦時，臺灣博覽會主要場館的大台北地區的巴自動車業已是民眾非常重要的交通工具之一，有局營、市營與民營三種。博覽會舉辦前，市營巴士新購了12輛新車，行使臺北到草山路線的民營業者「巴自動車商會」亦添購了6輛新車。

### 火車
為運輸大量參觀旅客至全臺各會場，臺灣總督府特地自日本引進5輛當時最新型的日本國鐵C55形蒸汽機車（即為台鐵CT250型蒸汽機車）及鋼體客車。

### 船運
由臺灣總督府補助經費的「命令航線」，由大阪商船經營基隆－神戶、基隆－琉球－九州線、基隆－琉球－阪神線、高雄－東京橫濱線航路。

### 空運

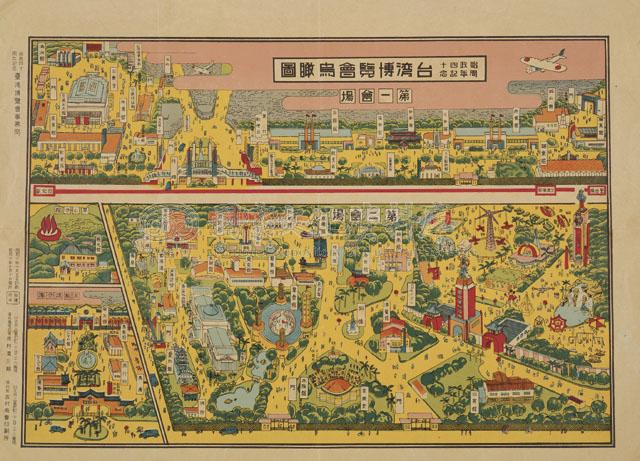
1935始政40週年台灣博會會場鳥瞰圖

## 會場
場地設於臺北市，原本預定為單一會場，並選出五處候選地：1.上埤頭高砂麥酒株式會社附近。2.昭和町第七號公園預定地（今 大安森林公園）。3.三橋町。4.水道町及古亭町一帶。5.圓山一帶；但因候選地均距離台北市中心稍遠，最終會場改設在市區內。

### 第一會場

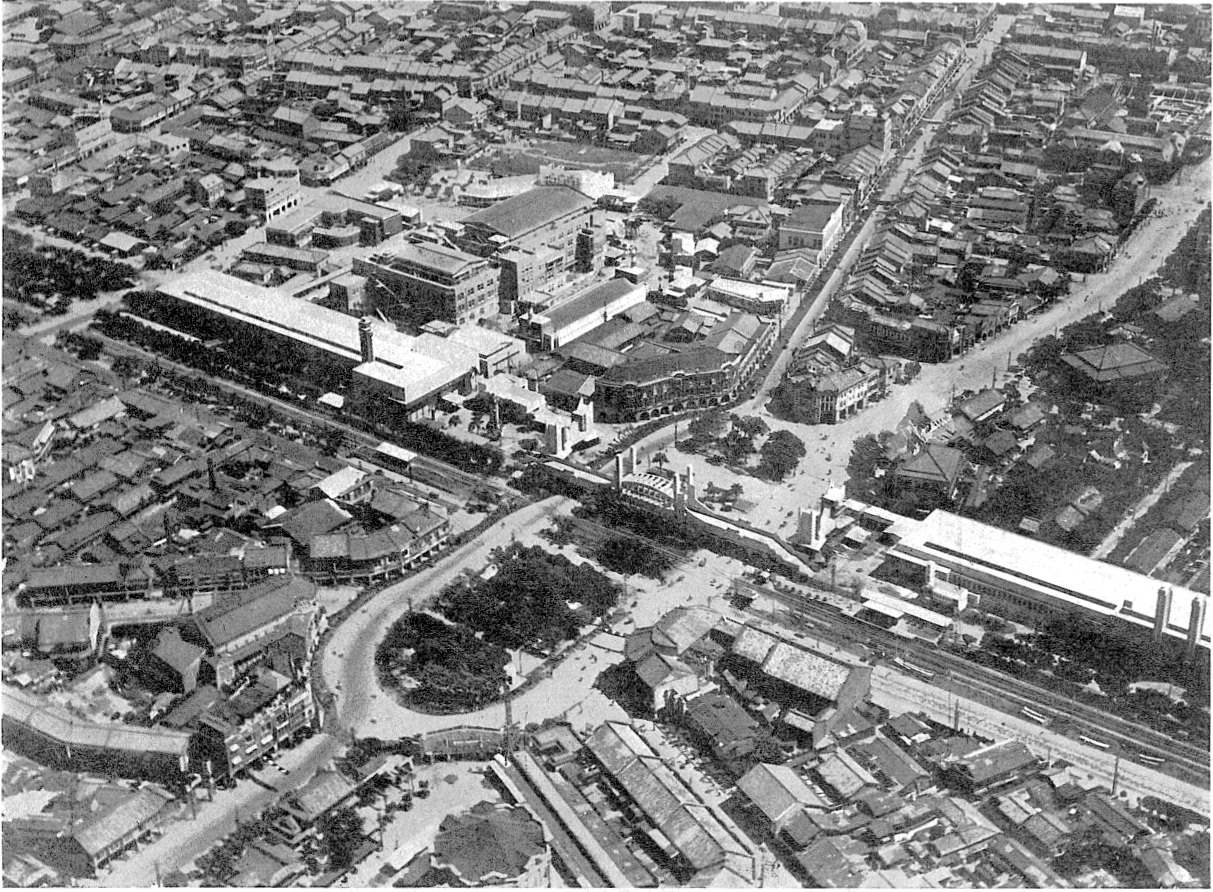
第一會場全景

第一會場設於台北公會堂附近及其以南三線路，佔地13,000坪。
- 滿洲館：270坪，關東局、滿鐵、滿州國關係出品。
- 交通分館：260坪，鐵道、遞信關係出品。
- 交通土木館：900坪，鐵道、郵信、土木、道路開港關係出品
- 林業館：120坪，林產關係出品
- 產業館：940坪，農產、水產、商工關係出品
- 府縣館：分為第一府縣館及第二府縣館，各1000坪，全國特產物出品
- 朝鮮館：170坪，朝鮮總督府關係出品
- 福岡館：150坪，福岡關係出品
- 日本製鐵館：90坪，日本製鐵株式會社出品
- 三井館：110坪，三井館主要的展覽內容是介紹三井集團的企業發展狀況，包括石品、工業、石化原料等領域，能夠獨立設置展覽館也顯示了三井集團在當年的財力之雄厚。三井館的主體建築是流線型的現代主義風格，館外並有60尺的高塔，其上並裝飾霓虹燈。由於三井集團的茶葉相關產業是以台灣為中心，所以主題館中設有喫茶室，免費供應參觀者三井集團所出品的紅茶、包種茶、烏龍茶等產品。
- 礦山館：140坪，殖產局及礦業關係出品，原本礦業應屬於產業館的展覽範疇，但是各界希望藉由臺灣博覽會宣傳「礦業台灣」的形象，所以將其獨立出來，成立「礦山館」。這座礦山館總共花了5萬圓經費興建，主要在介紹礦業的開採與鍊製過程。此館中最著名的展覽品是由台陽礦業株式會社瑞芳金山金礦製鍊演習廠所提供體積為三十立方公分的金塊，此金塊當時的時價為160萬圓。此外，博覽會期間也設有「礦山日」。
- 興業館：290坪，中央研究所、電器、瓦斯、機械關係出品興業館的展示品，針對台灣工業發展的成果而設計，內容包括各種最新的發明與研究。
- 糖業館：240坪，殖產局、糖業試驗所及日本糖業聯合會出品，由於製糖是當時臺灣的主要產業，所以臺灣博覽會便將糖業獨立成館，展出臺灣發展糖業的過程，特過各種模型展示臺灣糖業的演進。此外，糖業館亦展出臺灣各地的製糖會社的產品，也提供砂糖涼水供參觀者飲用，展覽期間即吸引了五十萬人次飲用糖水。糖業館中並設有喫茶室，出售茶券，參觀者可以憑劵享用紅茶以及點心，在展覽期間光是茶券就售出了三萬張。
- 大陸橋：160坪，跨越公會堂會場及公會堂以南至小南門前之三線道道路(今中華路)，即跨今衡陽路與中華路交叉口陸橋

### 第二會場

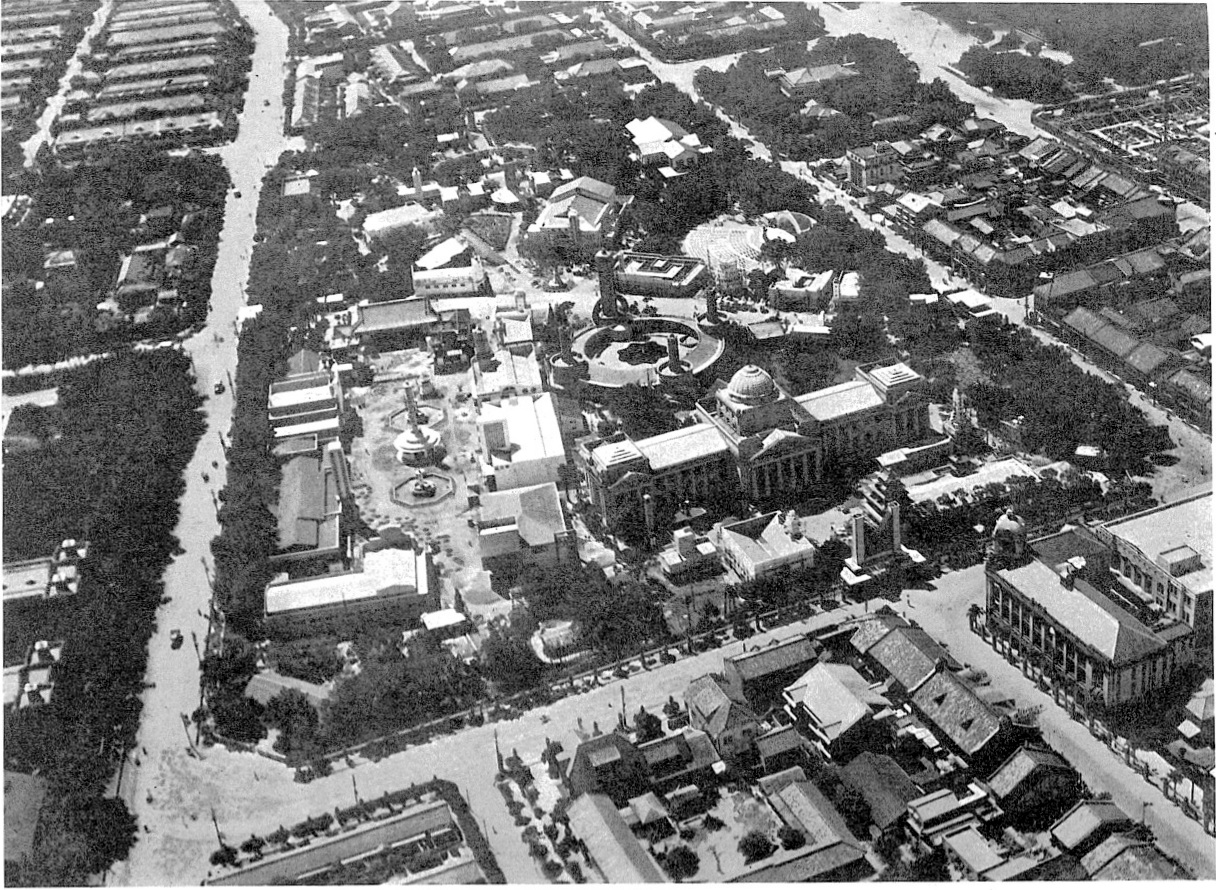
第二會場全景

第二會場設於台北新公園（今 二二八和平紀念公園）及其附近街區，佔地24,000坪，各主要場館皆設於新公園內。
- 第一文化設施館：300坪，教育、學藝、社會事業、保險、衛生關係出品，會場在今國立臺灣博物館館址。
- 第二文化設施館：200坪，警察、司法、理藩關係出品
- 番屋：60坪，番人生活狀況，係為明治時期勸業博覽會及大正時期博覽會常見的「人種展示」手法，展示將台北州蘇澳郡寒溪部落泰雅族的房子移築，寬5開間深3間，內有床鋪、爐灶、廚房，有獸骨陳列，並有榖倉、望樓等附屬建築，男女共10人居住其內。
- 國防館：330坪，陸軍、海軍關係出品
- 電氣館：130坪，台灣電力株式會社出品
- 專賣館：900坪，台灣專賣局出品
- 台灣茶特設館：50坪，台灣茶葉宣傳協會出品
- 船舶館：200坪，挺身館，由大阪商船、近海郵船、大連汽船、遞信部海事課共同設置展覽館，展示航海交通的發展及各會社的航行路線模型。
- 東京館：200坪，東京府關係出品，東京市作為「帝都」及日本最現代化的城市，所以東京館館內的展出物品也以現代化的產物為主，主要針對現代化的工業、電機、石化以及紡織成品作展示。與其他日本內地的特色展館不同的是，東京館的展出現場並沒有販售或陳列東京的土產品。
- 北海道館：80坪，北海道關係出品
- 大阪館：200坪，大阪府關係出品
- 京都館：300坪，京都府關係出品，京都館的建築是以平安神宮拜殿及其兩側的蒼龍樓、白虎樓為造型，館內介紹京都物產和名勝。
- 愛知館：220坪，愛知縣關係出品，愛知館的建築是以名古屋城天守閣為造型，日治時代台灣和愛知縣的商業往來相當密切，館內的特產品賣店生意興隆。此外，愛知縣對這次的台灣博覽會相當重視，因為愛知縣預定於1937年舉辦大型博覽會，希望藉此機會觀摩、學習。
- 奈良館：40坪，奈良縣關係出品
- 迎賓館：440坪，今228和平公園工務局公園路燈管理處址

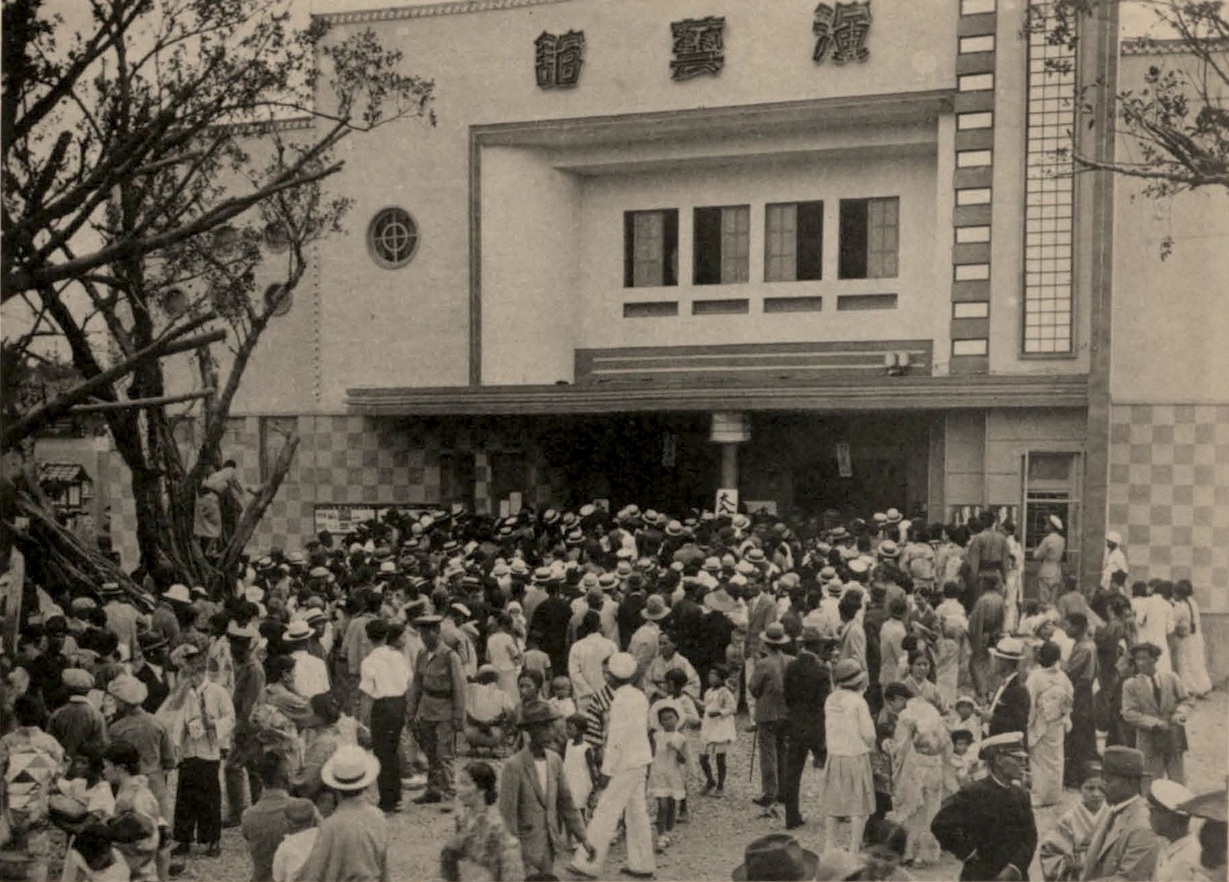
演藝館

- 子供之國：1500坪，即兒童館
- 水族館：
- 海女館：
- 音樂堂：90坪，管絃樂

- 演藝館：330坪，演藝
- 映畫館：150坪，電影館，介紹日本全國各縣

### 分會場
大稻埕分場佔地4,000坪，位於今太平國小北邊空地，原本規劃並無本展場，因大稻埕台籍人士要求，台灣總督府將原本部分館舍移置大稻埕，以宣揚日本南洋殖民成果為主，場館建築亦以閩南式建築風格為主，配合大稻埕本身台灣本土風味建築及人情，塑造當時日本對東南亞其他地區的「南方印象」。

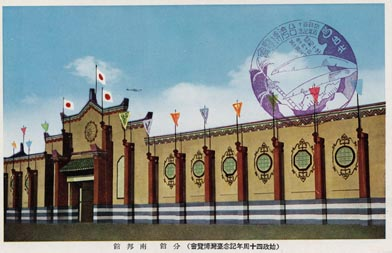
1935年臺灣博覽會發行的明信片，圖為南邦館

- 南方館：310坪，南支（指南中國）、南洋、南洋廳（一次世界大戰后日本受國際聯盟所託，管轄原德國南太平洋殖民地）關係出品，南方館的建築是改良式的台灣建築風格，展出的內容以南中國與南洋各地為主，包括了廣東、香港、澳門、福州、廈門、汕頭、河內、新加坡以及馬來亞各地的特色與特產，以及日本僑民在當地的情況。
- 福建省特產物介紹所
- 比律賓館：30坪，即今菲律賓，建築是使用菲律賓的傳統建築式樣，館內展出物品以日本人移民菲律賓的墾植狀況為主，展示物為在菲律賓經商的日本人所提供。菲律賓館的展覽品包括了椰油、菸草、馬尼拉麻等菲律賓的特產物，同時也介紹了馬尼拉港和日本人在菲律賓的經商與開墾狀況。
- 暹邏館：30坪，即今泰國，建築外觀仿泰國形式，展示泰國物產。
- 馬產館：100坪，殖產局、軍部、畜產協會、競馬協會出品，殖產局為了配合日本國內的馬政計畫，在台灣推行馬政計畫，而與競馬協會、軍部、畜產協會共同設立馬產館。展覽館內陳列馬事資料，展示馬的效能。展覽館外設有兒童馬場，提供小型馬供兒童騎乘。此外，競馬協會也於台北春季賽馬和新竹秋季賽馬後，特別在台北和新竹各舉辦一次「台灣博覽會紀念賽馬」。

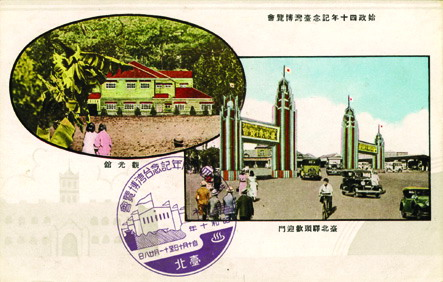
1935年臺灣博覽會發行的明信片，上有觀光館跟臺北驛頭歡迎門的影像

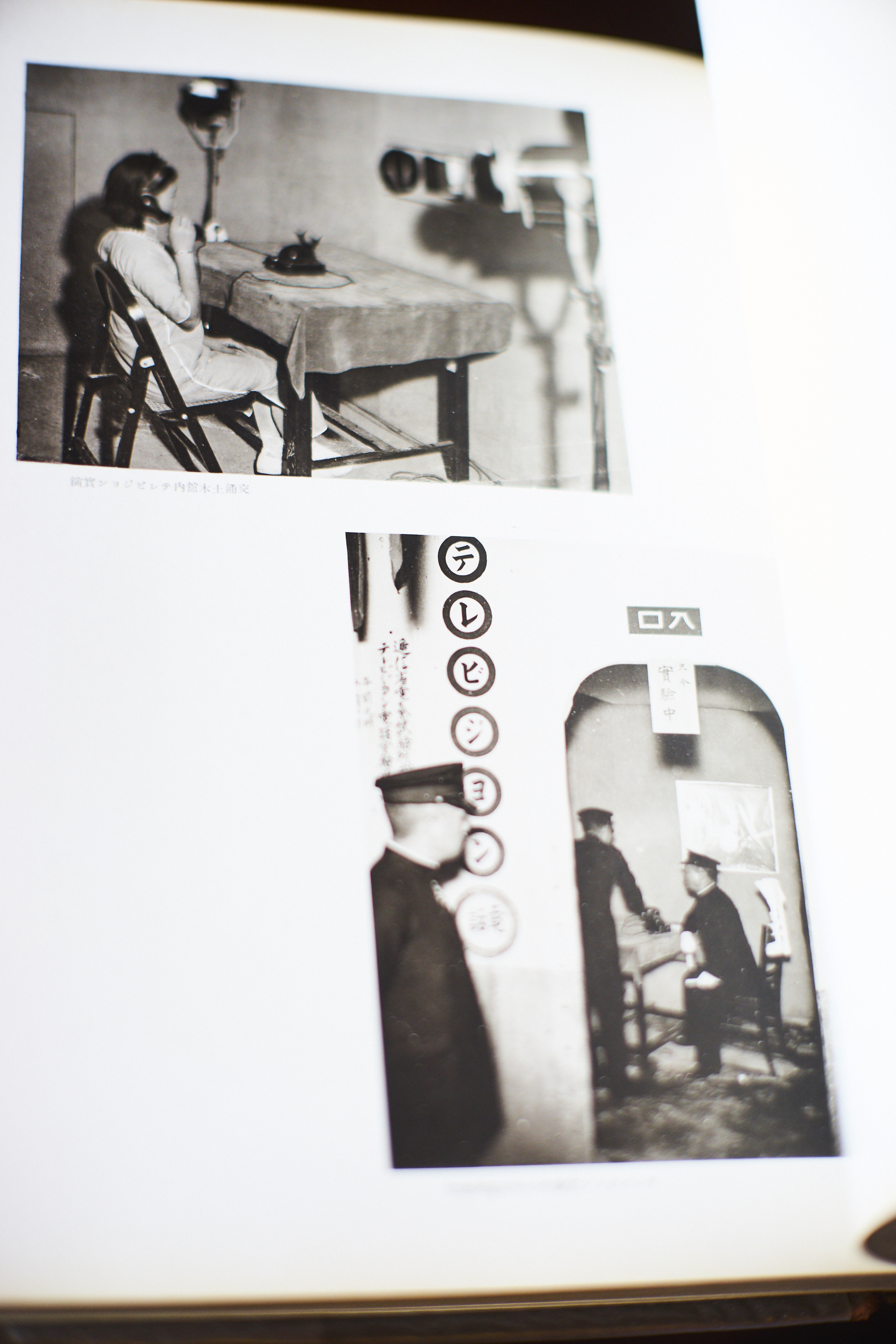
台灣展示視訊電話的研究成果，右下角電話亭內為時任台灣總督的中川健藏

- 演藝館：150坪，演出中國戲劇

### 第三會場
位於草山溫泉地，設置觀光館，佔地360坪，今臺北市近郊的北投一帶，是臺灣博覽會宣傳觀光的重要設施。為了這個分館，臺灣總督府把士林與草山之間的汽車道路鋪設完成，讓草山的交通便利性頓時升級。為了因應大屯國立公園的設立，臺灣博覽會結束後，草山觀光館被規劃為常設機構。

### 各地地方館

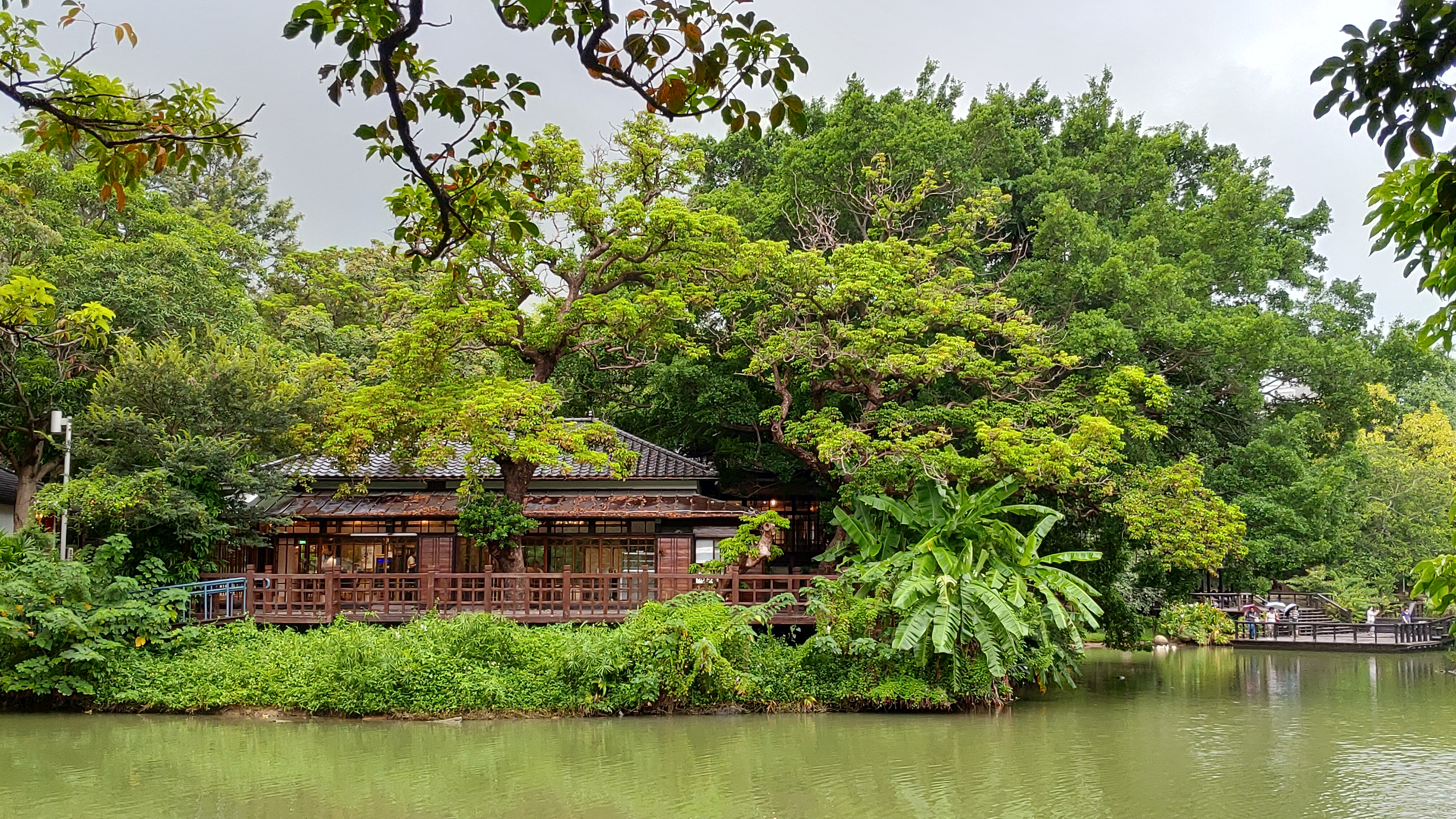
新竹公園湖畔料亭

- 基隆水族館：當時基隆為台灣對外最重要的門戶，而除了在基隆港及車站設有大規模的迎賓服務設施之外，也呼應當時地方人士的要求，在今日基隆港東岸的二沙灣一帶設置了水族館。除了水產展示之外，當時還特別設計了動物表演的活動。此館在博覽會結束後仍繼續經營，直到戰後被國民政府拆毀為止。
- 板橋鄉土館：會場設置於今板橋林家花園。
- 新竹案內所：新竹公園湖畔料亭。
- 臺中館：1935年4月21日發生大地震，台中受災嚴重，原本台中州博覽會地方館的主題是「工藝館」，打算藉此推動家庭工業，因為此災變而中止，改為在臺中市行啟紀念館設立「山岳館」，展出台中州轄內32座3000公尺以上的高山，此外還展出日月潭、明治溫泉等中部地方著名旅遊點的景色，館中也販賣地方的特產品。在會中，櫻花鉤吻鮭以次高鱒名稱展出標本。然而，鍾榮峰認為這次展出的次高鱒應該是虹鱒（Oncorhynchus mykiss），而非櫻花鉤吻鮭（Oncorhynchus masou formosanus）或櫻鱒（Oncorhynchus masou）。此外，台中州內也配合博覽會的進行舉行各項活動，例如台灣山岳會台中支部舉辦攀登玉山的活動，台中公園中日月潭原住民的歌舞表演，市內商家舉辦的聯合拍賣會，以及舉行臺中、朝鮮、滿州三個當時日本海外統治地的棒球對抗賽。
- 嘉義特設館：位於嘉義兒童遊園地，展出新高山、 阿里山的照片、繪畫和模型[1]。
- 高山博物館：現址為阿里山博物館。
- 臺南歷史館：臺南市的特設館是由台南市役所負責經營，且由臺南市民組成後援會來做為經營的輔助。在台灣博覽會期間原本預計要成立熱帶園藝館以及臺灣歷史館，並且整修安平史料館，但是因為臺灣總督府以及州政府的補助金額不足，最後僅加強安平史料館的內部文物收藏以及整修安平史料館的周邊道路。包括下列會場：
  - 第一會場：位於臺南州商品陳列館，陳列從原住民時期、明鄭時期、清朝統治時期各階段的史料，尤其1874年牡丹社事件的史料更是展出的重點，臺南州商品陳列館址即今中山路高等法院台南分院院址。
  - 第二會場：位於安平史料館，展出的內容為荷蘭統治時期的史料，
  - 第三會場：位於臺南市南門町大南門綠園，展出由史學家石暘睢先生所主導，由各地蒐集而來的45塊古碑文物，目前位於赤崁樓9塊贔屭碑當時也一併在此展覽。現今這45塊古碑悉數留在原址，並成立南門碑林。
  - 第四會場：在臺南神社設有特別館，展出的內容是北白川宮能久親王的相關史料。台南神社舊址即今忠義國小前公園，忠義國小校地則為原神社外苑設有武德殿（市定古蹟）。此外，臺灣歷史館還出版了兩本書籍，分別為《台灣文化史說》、《台南市史》，介紹臺南市的發展情況。
- 台南水族館：位於安平，由水產試驗所台南支所主導[1]。
- 台南骨董館：位於臺南州商品陳列館前的空地，展出古書畫、骨董、銅錢、交趾陶、宋瓶等物品[1]。

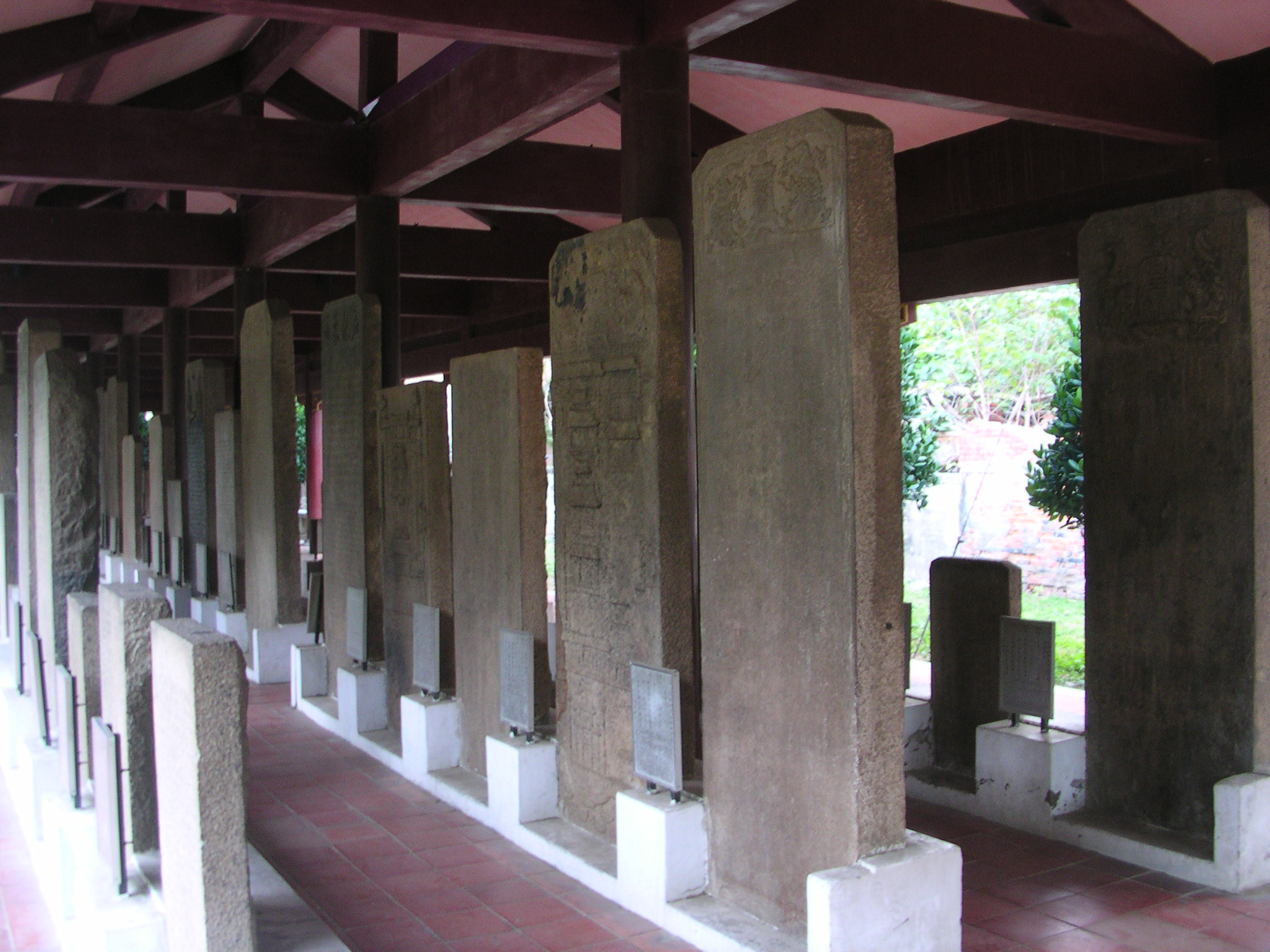
臺南市南門碑林的原址

- 高雄觀光館：高雄觀光館設於西子灣海水浴場附近，是由高雄市贊助會籌備經營的，會長由當時的市長松尾先生擔任。原本高雄地方人士希望能夠設置水族館，但是州政府希望能夠設立學術與產業相關的展館，在兩方意見相左，且當時基隆已籌設水族館的情況下，最後決議設立觀光館。此館興建經費4萬8千圓，以壽山、西子灣的風景與剛落成的西子灣海水浴場做為賣點，館內並有州內主要物產的陳列室以及土產販賣部。
- 臺東鄉土館：現址為國立臺東生活美學館。
- 花蓮港鄉土館：現址為花蓮國軍英雄館。

## 配合活動

### 體育及社團活動
- 10月17－20日：殖民地朝鮮、滿州、臺灣對抗野球賽（即棒球賽），於臺北帝國大學舉行(今台灣大學羅斯福路校本部)
- 11月16－17日：朝鮮、滿州、臺灣對抗陸上競技大會，其中朝鮮隊12人（2名日本人、10名朝鮮人）、滿州隊15人（其中12名日本人）、台灣隊15人（7名日本人、1名泰雅族、1名阿美族、6名閩南人），最後由滿州隊獲得優勝。
- 11月24日：全島角力大會
- 10月14－15日：大日本米穀大會，主辦單位：大日本米穀會，於台北市公會堂舉行（今台北市中山堂）。
- 10月25日：全國茶業者大會，主辦：台灣茶葉宣傳協會，於於台北市公會堂舉行（今台北市中山堂）。
- 10月30－31日：全國水產大會，主辦：台灣水產會，於台北市公會堂舉行（今台北市中山堂）。
- 10月30日：全國初等教育大會，主辦：帝國教育會，於醫專講堂舉行（今台灣大學醫學院2號館後方講堂）
- 11月5－6日：日本礦業大會，主辦：台灣礦業會，於台灣礦業會舉行。
- 11月5日：臺灣佛教徒大會
- 11月10日：臺灣基督徒大會
- 臺灣軍司令部舉行4次國防日以強力探照燈照射夜空形成夜晚景觀的視覺驚奇。

### 原住民舞蹈
- 第一回：10月16日，排灣族男26人、女6人，於第二會場舉行，表演原住民舞蹈：結婚舞、收穫舞、鼻笛、口琴表演、合唱、戀歌連唱、連杯飲酒，創造夜間入場的最高記錄。
- 第二回：10月26日，排灣族青年團員男女25人，於第二會場舉行，表演獨唱：旅行，原住民舞蹈：思念、豐年舞、鼻笛、口琴表演
- 第三回：10月29日，阿美族69人，於音樂堂舉行，表演原住民舞蹈：收穫舞、月見祭
- 第四回：10月30日，阿美族69人，太魯閣族女子青年團8人，排灣族模範青年團20人，於音樂堂舉行，
  - 阿美族表演：原住民舞蹈：粟祭
  - 太魯閣族表演：新舞蹈：楠公民謠、東京港、花蓮港音頭，原住民舞蹈：嫁迎
  - 排灣族表演：合唱：◎◎◎[需要解释]、青年團歌
- 第五回：10月31日，阿美族69人、太魯閣族9人，於音樂堂舉行
  - 阿美族表演：原住民舞蹈：粟祭
  - 太魯閣族表演：新原住民舞蹈：嫁迎、粟祭舞蹈：楠公民謠、林投節、東京港、南十字星、佐渡甚句、
- 第六回：11月1日，太魯閣族女子青年團9人，於第二會場舉行，太魯閣族表演：原住民舞蹈：太魯閣少女、嫁迎、粟祭、合唱：嫁入唄
- 第七回：11月15日，排灣族53人、阿美族85人，於音樂堂舉行，
  - 排灣族：原住民舞蹈：粟祭、五年祭、婚姻，合唱：排灣族青年團歌、新舞蹈：流星、娘傾
  - 阿美族：原住民舞蹈：粟祭、◎◎◎舞[需要解释]

### 媽祖遊行
請雲林縣北港朝天宮媽祖北上遊行並於艋舺龍山寺停留，11月17日於台北市內遊行包括藝閣、詩意閣等宛如長蛇，由龍山寺出發繞行台灣總督府前，再由新高堂書局前左轉（由今重慶南路左轉衡陽路），經日日新報社，回去龍山寺停留。

### 戲劇表演
- 由大稻埕商家聘請中國京劇團於於大稻埕分場「演藝館」表演京劇：
  - 第一回：10月10日－15日，表演「寶蟾送酒」、「虫八虫厝廟」、「梅龍鎮」、「封金封印」
  - 第二回：10月21日－26日，表演「長亭會」、「武家坡」、「鳳凰山栓」、「雙珠鳳」、「九更天」
  - 第三回：11月1日－6日，表演「百壽圓」、「捉放曹」、「周瑜歸天」、「紅霓關」、「華客道」
  - 第四回：11月13日－17日，表演「大賜福」、「牧霓關」、「二龍山」、「鴻鶯禧」、「同慈報」
  - 第五回：11月23日－28日，表演「弟兄會」、「雙搖會」、「連環套」、「罵金殿」、「白馬坡」
- 台灣本地大稻埕藝妓亦表演：
  - 第一回：10月27日－31日，表演「南國花譜」、「貴妃醉酒」、「空城計」、「薛平貴別窯」
  - 第二回：11月18－22日，同第一回表演。

### 中华民国
据《福建建设报告（第四册）》（福建省政府建设厅1936年2月编印）记载：“台湾举办博览会，本省为阐扬特产，发展对外贸易起见，经电奉行政院核准选送产品参加展览，当即分电各区行政督察专员，各县县长督同商会转饬各厂商选集产品，送经本厅审查后合格后汇送陈列”；“本省参加台湾博览会之议，适在福建特产竞赛会闭幕之后，除将竞赛会各项征品，选择成绩优良者充作出品外，一面另行订定征集产品办法11条分行各县长督同县商会分别续征，限期1个月，所有产品经本厅审查认为合格者始得充作出品，计参加商号53家，出品物1185种。共12293件。按件编列号数，汇造目录，由厅函送台湾博览会”；“参加各出品商号中，如漆器商沈绍安、兰记，木画商郑立溪，印材商马桢记，玉器商潘信记，木刻商钦森工业社，皮革商福州工业社，瓷器商骋怀卢、林颜记等，均各派一二人随同赴台照料出品”。也就是说，沈绍安兰记和沈绍安正记（极有可能是沈德铭于1932年设立的乾记分号）选送漆器入围，此前应该是福建特产竞赛会的成绩优良者，两家店号还专门派员赴台参展。福建省各级政府和商会对此密切配合，并在筹办经费上给予支持。9 月 20 日，福建省政府电告“福建馆”负责筹备团体:“已电本省各县市商会选送”。10月25日，福建省政府致电:“台湾福建馆征集产品，福州市政府派员督饬市商会办理，据称业已征集本省漆器、纺线、雨伞、角梳、牙刷、纸张、茶叶及其他名产多种，不日即可派员运台展览。”

## 參觀要員統計
計819人，其中比較重要者有
- 中華民國：主要以福建省為主，包括省主席陳儀、省府委員林知周、外交課長陳宏宗、長樂縣知事王白秋、廈門市長王固盤、閩侯縣長陳世鴻、福州電器公司林天民及劉崇侃、福州放送局長黃天如、北平政務委員李擇一
- 滿洲國：滿洲國駐日本大使謝介石
- 朝鮮：黃海道參與官張錫元

## 歷史定位
臺灣日治時期後期，日本國力甚強，日本政府的整體情況已不遜於當時的歐美列強，治理台湾的成果也成為日本國力的一部份，臺灣博覽會的舉辦正可以作為日本治理台湾成果的一次對內與對外的總檢視和宣传。

## 對「臺灣博覽會」的學術研究
文學、文化、歷史學科對「臺灣博覽會」的學術研究，目前(2014年9月6日)為止，已知的有：
- 程佳惠，2001年，《1935年台灣博覽會之研究》：桃園縣：國立中央大學歷史研究所碩士論文。
- 劉融，2002年，《日治時期臺灣參展島外博覽會之研究》：南投縣：國立暨南國際大學歷史學研究所碩士論文。
- 呂紹理，2005年，《展示臺灣：權力、空間與殖民統治的形象表述》。台北：麥田出版。（2011年修訂版）
- 柳書琴，2014年，〈勤勞成貧：臺北城殤小說中的臺灣博覽會批判〉：該論文發表在國立台灣大學臺灣文學研究所主辦的「第一屆文化流動與知識傳播：方法論與實例研究」國際學術研討會；而該論文的電子檔，目前已經放置在清大台文所教師個人網頁上，網址：http://www.tl.nthu.edu.tw/people/writing_seminar.php?Sn=73。（页面存档备份，存于）

## 外部連結
- 首選珍藏 : 臺灣第一大博覽會 - 數位典藏與數位學習國家型科技計畫成果入口網（页面存档备份，存于）